# Ercole Francesco Dandini
Ercole Francesco Dandini (* 4. November 1695 in Ancona; † 7. November 1747 in Padua) war ein italienischer Jurist und Verfechter der lateinischen Schriftsprache in den Wissenschaften. Angelo Fabroni schrieb über ihn: „paucos se cognovisse qui cum eo integritate, religione, diligentiaque in liberis educandis certare possent.“ Es gab also wenige neben ihm, deren Integrität, Glaubenstreue und Sorgfalt beim Unterrichten so groß war.

## Leben und Werk

### Herkunft
Ercole Francesco war der Sohn des Girolamo Dandini (1668–?), der einer adligen Familie aus Siena entstammte, die seit dem 15. Jahrhundert in Cesena ansässig war, und der Antonia Margherita Fazioli, die ebenfalls einer Ceneser Adelsfamilie angehörte.
Als er vier Jahre alt war, starb seine Mutter, sein Vater heiratete bald zum zweiten Mal und das Paar hatte weitere Kinder. Girolamo Dandini erkannte das Talent seines Sohnes, und so schickte er ihn zu seinem Bruder Anselmo, der ein angesehener Prälat war, nach Rom. Dieser Onkel gehörte den 12 Männern des Collegio della segnatura an.

### Ausbildung in Rom (ab 1706?), Publikationen, Promotion (1724)
Das Kind erwies sich als besonders sprachtalentiert, lernte Latein und Griechisch. Ercole Francesco Dandini übersetzte Ciceros De officiis ins Italienische und überraschte seine Umgebung, als er es ins Lateinische zurückübersetzte. Doch dann hielt ihn eine Krankheit vom weiteren Studium ab. So blieb er drei Jahre lang bei den Augustinern, wo er sich mit aristotelischer Philosophie vertraut machte, dann studierte er weitere vier Jahre Theologie.
Mit 18 nahm er seine Studien der Jurisprudenz bei Giovanni Vincenzo Gravina auf. Damit wurde er Teil eines kulturellen Milieus, das sich zäh gegen die Ablösung des Lateinischen durch die Volkssprache wehrte. Dies galt vor allem für die Bereiche Jura, Medizin und Geschichtsschreibung.
Sein erstes überliefertes Werk stellen Gedichte in den Componimenti degli Academici Riformati di Cesena per le vittorie dell'armi Cesaree sopra de' Turchi dar. Sein eigener Beitrag lautet: Orazione delle lodi del Serenissimo Principe Eugenio di Savoja per le vittorie riportate contro il Turco, eine Rede, in der er die Person des Eugen von Savoyen und seinen Sieg über die „Türken“ lobt (s. Venezianisch-Österreichischer Türkenkrieg).
Bereits zu dieser Zeit wurde er in die Accademia Quirina aufgenommen. Eine Freundschaft verband ihn mit Kardinal Lorenzo Corsini, der später Papst wurde. In den folgenden Jahrzehnten publizierte er insgesamt elf Werke. 1723 erschien eine Art Führer für Cesena auf Initiative des Cesare Brissio. 1724 wurde er in Jura promoviert. 1728 erschien in Rom sein bedeutendstes Werk: Otium Aricinum, sive de urbanis officiis Dialogi V, quibus accedit ab eodem ex italico sermone in latinum conversus Joannis Casae Galateus.

### Rückkehr nach Cesena (1730), Ehe,Accademia dei Filomati
1730 kehrte Dandini nach Cesena zurück, wo er Isabella Fattiboni heiratete. Das Paar hatte elf Kinder. In dieser Stadt gründete er die Accademia dei Filomati, die Akademie der Liebhaber des Wissens oder Wissenschaften. Für sie verfasste Dandini 1731 ihre Leges Academiae Philomatorum nuper in urbe Caesenae institutae kalendis Januarii. Im nächsten Jahr widmeten diese Männer Papst Clemens XII. anlässlich der Errichtung einer Marmorstatue: Tributo di venerazione e gratitudine della città di Cesena per li decorosi et utili privilegi dalla Santità Sua ad essa restituiti, worin eine lateinische Rede Dandinis abgedruckt wurde.
Seinen Kampf gegen die Verbreitung der Volkssprache setzte er mit De forensi scribendi ratione culta atque perspicua fort, ein Werk, das 1734 in Padua erschien. Darin suchte er die Wiederherstellung eines Lateins zu betreiben, das sich an Cicero orientierte. Im selben Jahr erschien dort sein De ea distribuentis iustitiae parte, quae in premiis largiendis versatur commentariolus ad interpretationem legis XIV de honoribus. Dieses Werk widmete er Giovan Francesco Morosini, Andrea Soranzo und Pietro Grimani, den seinerzeitigen Riformatori dello Studio di Padova, die die Republik Venedig alljährlich bestimmte.

### Berufung nach Padua (1735)
Daraufhin wurde Dandini im Jahr 1735 nach Padua berufen, für ein Gehalt von 500 Fiorini d’oro. Dort lehrte er die Pandekten und – gegen Gehaltserhöhung – den Codex Iustinianus. Giacomo Casanova erinnerte sich später an Dandini als denjenigen ‚der damals während meiner Studienzeit Pandekten vortrug‘. Giuseppe Torelli beschreibt in zwölf Briefen aus dem Jahr 1741 die neuen Lehrmethoden Dandinis.
1740 wurde Dandinis Brief an den Jesuiten Giacomo Bassano anlässlich der Papstwahl Benedikts XIV. veröffentlicht. Doch war Dandini nicht nur mit Bassano befreundet, sondern auch mit Giovan Battista Morgagni und Giovanni Volpi; auch besuchte er häufig Carlo Rezzonico, den Bischof von Padua, der 1758 selbst als Clemens XIII. Papst wurde. Auch kannte er Pietro Metastasio, von beiden Männern ist je ein Brief erhalten – auf Latein. 1741 erschien in Verona Dandinis letztes Werk, nämlich De servitutibus praediorum interpretationes per epistulas. Metastasio wiederum war von Giovanni Vincenzo Gravina gefördert worden, bei dem auch Dandini gelernt hatte.

## Tod und Grabmal in S. Egidio
Am 7. November 1747 starb Dandini an einem Schlaganfall. Sein Grab fand er in der Paduaner Kirche S. Egidio, so, wie er es in seinem Testament verfügt hatte. Die Grabinschrift verfasste Giovan Battista Morgagni.